# ヘツカニガキ
ヘツカニガキ（学名: Adina racemosa）は、リンドウ目アカネ科の高木の一種である。日本を含む東アジアに#分布する。
種小名 racemosa は〈総状花序の〉を意味する。和名ヘツカニガキは〈鹿児島県東部（旧大隅国）の辺塚のニガキ〉という意味で、これは日本植物学の文脈においては田代安定により初めて伝えられたものであるが、少なくとも現在ニガキの和名を持つ Picrasma quassioides はムクロジ目ニガキ科という、ヘツカニガキとは目レベルで異なる分類とされている。ほかにハニガキという和名も記録されており、さらに明治時代末期に台湾産の新種として記載され、後にヘツカニガキのシノニムとされたものにケナシハナダマやヨメフリハナダマといった日本語名が名付けられている。

## 形態
半落葉性から完全な落葉性の高木で高さ4-12メートル、幹の樹皮は灰色、枝は無毛。無刺、芽は円形、束晶は存在しない。
葉は十字対生でふつうダニ室があり、葉柄は（1-）3-6（-8）センチメートル、無毛あるいは細軟毛が生え、葉身は乾燥すると薄く革質となり、卵形、卵-偏長形もしくは楕円形で（4-）9-15（-25）×（3-）5-10（-18）センチメートル、軸の側に光沢があり無毛あるいはまれにまばらに細い剛毛つきで、背軸面は無毛から若干有毛、基部は心臓形から鈍角、時に弱く不等辺、先端は鋭頭から先鋭形。二次脈は6-12対で、時に小穴つきか若干有毛なダニ室がある。托葉は早落性で葉柄間に見られ、広3角形の輪郭で深く2裂し（5-）10-15×2-5ミリメートル、細軟毛から無毛、裂片はほぼ球状である。
花序は頂生で最上部の葉の葉腋からも生え、7-11個の球状の頭状花（複数の萼にわたって直径4-8ミリメートル、複数の花冠にわたって直径14-18ミリメートル）が集散花序となり、多数の花をつけ濃く細軟毛が生え、小花梗つきで小花梗は時に節つき、though usually ebracteate in upper half, bracteate、1-3センチメートル。小苞は糸状から糸-棍棒状で、およそ1ミリメートルである。枝分かれ部分は5-10×5-10センチメートル、1列に分枝する。花は無柄で両性、単一構造。萼は若干長軟毛が生え、子房部分は楕円状-倒楔形で0.7-1ミリメートル、基部で0.5-1ミリメートルの毛状突起の輪に囲まれる。萼の舷部は深く5裂し、萼片は鈍角でへら形、およそ0.5ミリメートル、先端は円形で厚質である。花冠は黄色で高坏状から細く漏斗状、内側に軟毛が生え、外側は濃く軟毛に覆われ、花冠筒は（3-）4-5ミリメートル、花冠裂片は5つで、へら形からデルタ字（Δ）状、0.5-1ミリメートル、鋭角あるいは鈍角で、蕾の際は薄く鱗状に重なり合う。雄蕊（）は5本で花冠筒の上部に着生し、部分的に突出する。花糸は短く、葯は底着する。子房は2室で胚珠は各室につき4-12個が隔壁の上部3分の1で中軸胎座上に接する。柱頭は倒卵状（紡錘状）で0.3-0.4ミリメートル。
果実は直径11-15ミリメートルで球状に集まり、蒴果で倒円錐形-楔形、5-7ミリメートルでまばらに細い剛毛が生え、胞間裂開性で底から先端にかけて2片に裂開し片が側面に沿って離れていくか、あるいは底から先端にかけてかつ宿存性の隔壁から離れていき、場合によっては後にさらに2片に胞背裂開し、硬く軟骨質で、隔壁が宿存性あるいは遅れて脱落し、萼の舷部が隔壁上に残存する。
種子は複数個で大きさは中庸（2.5-3.5×0.5-1ミリメートル）、紡錘形からへら形、多かれ少なかれ扁平となり、両端が翼（）つきで、しばしば先端が2裂する。

## 分布
中華人民共和国（雲南省、貴州省、湖北省、四川省; 安徽省、広東省、江西省、江蘇省、湖南省、浙江省、福建省）、台湾、日本（四国、九州; 琉球諸島）、タイ（北東部）、ビルマ（上ビルマ）に分布する。

## 生態
中国では標高300-1000（-1500）メートル地帯の日当たりの良い水辺や森林に見られ、花期や果期は5月から12月にかけてである。

## 分類
ヘツカニガキは日本で初めて採取され、1846年シーボルトとミュンヘン大学の教授であったヨーゼフ・ゲルハルト・ツッカリーニによりナウクレア属の Nauclea racemosa として新種記載された。その後1867年にフリードリッヒ・アントン・ヴィルヘルム・ミクェルによりタニワタリノキ属（Adina）に分類し直された。これが現在受容されている分類であるが、実は一度新属に移されたことがある。1978年、ヘツカニガキを含むアカネ科タニワタリノキ連全体の見直しを行ったコリン・リズデイルは形態的な差異を根拠に8つの属を新たに新設したが、ヘツカニガキは単型のヘツカニガキ属（Sinoadina）とした。リズデイルがタニワタリノキ属とヘツカニガキ（属）の差異として挙げたのは以下の要素である。
- 頂生生長の芽はタニワタリノキ属では曖昧な形で緩く托葉で囲われるのに対し、ヘツカニガキ（属）では知られている限りでは角錐状から円錐状である。
- 托葉はタニワタリノキ属では全長の3分の2を超えて深く2裂するのに対し、ヘツカニガキ（属）ではデルタ字（Δ）状から細3角形あるいは偏長形で、時に先端に浅い刻み目が見られる。
- 頭状花はタニワタリノキ属では単一でまれに7個以下、単密錐花序[注 6]様となるのに対し、ヘツカニガキ（属）では概して7個よりも多い。
- 胚珠はタニワタリノキ属では室ごとに4個以下であるのに対し、ヘツカニガキ（属）は室ごとに4-12個である。

しかしリズデイルは花粉の形態は考慮に入れていなかった。後に花粉の形態や分子系統学的な観点からの研究も積み重ねられ、2014年のタニワタリノキ連再検討の際にヘツカニガキは再びタニワタリノキ属に戻されることとなる。この再分類はこれから述べるようなタニワタリノキ属や当時別属とされていたその関連属との分子系統学的な比較を経て決定された。このタニワタリノキ連の再検討ではタニワタリノキ連、同じキナノキ亜科のキナモドキ連（Hymenodictyeae）および比較のためにアカキナノキ（Cinchona pubescens）やサンタンカ亜科（Ixoroideae）の5種も併せて、その遺伝子や染色体を分析する手法が取られたが、その結果得られたのが以下のような系統図である。
ヘツカニガキはここではタニワタリノキ亜連（Adininae）下の「タニワタリノキ属クレード」 (英: Adina clade; 上に挙げた系統図のうちヘツカニガキから Pertusadina metcalfii までの範囲) に入れられているが、このタニワタリノキ属クレードの種はいずれも分布が熱帯アジアに限られ、花同士の間に小苞が見られる、中央軸と共に萼の残骸が脱落する蒴果を持つ、種子が翼（）つきであるといった共通の特徴を持つ。その中でヘツカニガキはインドから中国雲南省にかけて分布するハルドゥ（2014年当時の学名は Haldina cordifolia）と共に基部系統（最も初期に分岐した系統群）をなし、ハルドゥとは心臓形の葉と胞間裂開後に胞背裂開する蒴果を持つという共通点がある一方で、ヘツカニガキの花序は頂生でハルドゥの花序は腋生という明らかな差異も存在する。ただタニワタリノキ亜連のほかの属は全て頂生花序で、この点ではヘツカニガキは亜連内での差異はないということになり、しかも Adinauclea属はシマタニワタリノキやタニワタリノキと同じクレードに含まれ、Pertusadina属もMetadina属や Adina pubicostata と側系統の関係にあるとされ、そもそもMetadina属とPertusadina属が分けられた形態的な差異というのも頭状花の個数ぐらいしか存在せず当論文で採用された単型の属を維持するための基準のうち「最低でも互いに独立した特徴を持つ」を満たさないことから、タニワタリノキ属クレードに置かれた属を全てタニワタリノキ属へ組み替え直すという結論となったのである。

### Nauclea racemosaのタイプ標本について
ヘツカニガキの記載に用いられたタイプ標本の所蔵先は指定されておらず、リズデイルは自身が所属するオランダ国立植物標本館に納められているものがホロタイプ（正基準標本）であると解釈し、2014年のタニワタリノキ連再検討の際も同様の判断が下された。しかしシーボルトとツッカリーニが記載した種のタイプ標本の見直しを行った国立科学博物館の秋山忍と東京大学の大場秀章は、オランダ国立植物標本館に所蔵されている標本 L 0001346(JSTOR) は Nauclea racemosa の原記載文献に一切言及の無い Nauclea cordifolia Roxb. という学名のラベルが見られることからシーボルトらが記載に用いた標本ではないと鑑定し、シーボルトの国外追放後も日本での採取活動を続けていたビュルゲルが採取し、ミュンヘンのバイエルン州立自然科学コレクションに所蔵されている標本 M-0154201(JSTOR) を2017年にレクトタイプ（選定基準標本）として指定した。

### シノニム
以下に Nauclea racemosa より後に新種として記載され、後にヘツカニガキのシノニムとされたものを年代順に示していくこととする。

#### ケナシハナダマ
川上瀧彌が1906年7月に台湾の恒春港口で採取した標本1654番に基づき、早田文蔵は1911年に Nauclea taiwaniana を新種記載した。これにはケナシハナダマという和名が与えられた。タイプ標本は東京大学博物館の植物標本室に所蔵されている（T01086）が、リズデイルはこのタイプ標本を確認することなくヘツカニガキのシノニムとした。

#### ヨメフリハナダマ
早田は上記のケナシハナダマと同じ機会にもう一種ナウクレア属の新種記載を行った。それが永沢定一が1905年11月に台湾の楠仔脚の高度2663フィート（= 811.6824メートル）地点で採取した標本601番に基づく Nauclea transversa であり、ヨメフリハナダマという和名が与えられた。ケナシハナダマとは葉がより長い点や一次脈が少なくより鈍角で着生し、葉の表面に光沢が見られないという点が異なるとされ、採取者名と採取番号が一致する標本（T01085）は東京大学博物館の植物標本室に所蔵されているが、これもリズデイルはタイプ標本を確認することなくヘツカニガキのシノニムとした。

#### Cornus esquiroliiH.Lév.
フランスの宣教師であったジョゼフ・アンリ・エスキロルが1905年6月に中国の貴州「トンチェウ」川（Tong-Tchéou）で採取した標本407番を基に、聖職者と植物学者を兼業していたエクトル・レヴェイエは1914年ミズキ科ミズキ属の新種として Cornus esquirolii を新種記載した。これは Lucien André Lauener とデイヴィッド・ケイ・ファーガソン（David Kay Ferguson）によりヘツカニガキのシノニムと判定された。

#### Adina indivisaLace
1915年、ジョン・ヘンリー・レースは自身とマウンポーチョー（Maung Po Kyaw）が上ビルマで採取した複数の標本を基に Adina indivisa を新種記載した。これもまたリズデイルによりヘツカニガキのシノニムとされた。

#### Adina mollifoliaHutch
オーガスティン・ヘンリーが中国雲南省思茅区の山地の高度1640メートル地帯で採取した標本11888番を基に、ジョン・ハッチンソンが1916年に Adina mollifolia を新種記載した。やはりリズデイルによりヘツカニガキのシノニムとされた。

#### Adina asperulaHand.-Mazz.
S・テン（S. Ten）という人物が雲南省 Beyendjing 近郊の Lobaschao なる場所で採取した標本218番を基に、ハインリヒ・フォン・ハンデル＝マッツェッティが1921年に Adina asperula を新種記載した。この記載はオーストリア科学アカデミーの機関紙上で行われたが、タイプ標本は少なくともウィーン大学の植物標本室には所蔵されておらず、リズデイルもタイプ標本未確認のままヘツカニガキのシノニムとした。

#### Adina nobilisE.T.Geddes

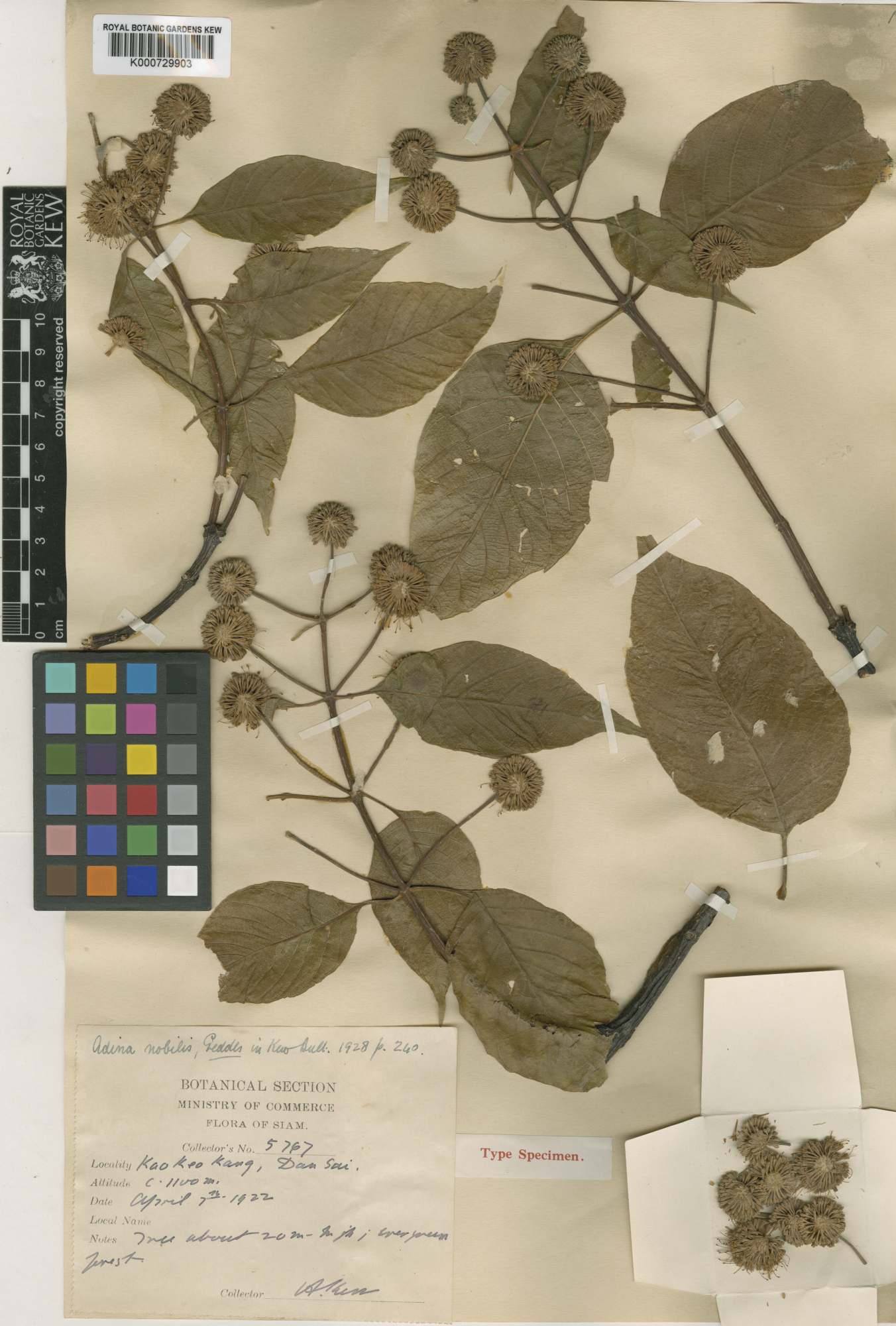
Adina nobilis のタイプ標本 (K000729903)

アーサー・フランシス・ジョージ・カーが1922年4月7日にタイのダーンサーイ郡 Kao Keo Kang 標高1100メートル地帯の常緑林で採取した標本を基に、Elizabeth T. Geddes は1928年に Adina nobilis を新種記載した。タイプ標本はロンドン自然史博物館（BM000798459）とキュー王立植物園（K000729903）、タイ農業局（英: Department of Agriculture）のバンコク植物標本室（BK257297）に所蔵があり、リズデイルはこのうちキュー王立植物園のもののみを確認してヘツカニガキのシノニムとした。

## 諸言語における呼称
- 中国語: 〔大陸〕	鸡仔木 (ピンイン: jī zai mù)[5];〔台湾〕 水冬瓜[22]
- 琉球語: ザブンギ[31]